# Art jordanien
L'art jordanien a une histoire très ancienne. Certaines des plus anciennes figurines, trouvées à 'Ain Ghazal, près d'Amman, ont été datées de la période néolithique. Une esthétique jordanienne distincte dans l'art et l'architecture a émergé dans le cadre d'une tradition artistique islamique plus large qui s'est épanouie à partir du VIIe siècle. L'art et l'artisanat traditionnels s'incarnent dans la culture matérielle, notamment la mosaïque, la céramique, le tissage, l'orfèvrerie, la musique, le soufflage du verre et la calligraphie. La montée du colonialisme en Afrique du Nord et au Moyen-Orient a entraîné une dilution de l'esthétique traditionnelle. Au début du XXe siècle, après la création de la nation indépendante de la Jordanie, un mouvement artistique contemporain jordanien, le mouvement Hurufiyya, a vu le jour et a commencé à rechercher une esthétique artistique distinctement jordanienne qui combine à la fois la tradition et les formes d'art contemporain.

## Art traditionnel
La Jordanie, en tant que nation indépendante, a été fondée en 1924. Avant cela, la région qui est aujourd'hui la Jordanie avait été soumise à un certain nombre de règles différentes. Elle a fait partie du royaume nabatéen, a été soumise à la domination hellénistique après la conquête de la région par Alexandre le Grand, puis à la domination romaine au Ier siècle av. J.-C., a fait partie du Califat omeyyade au VIIe siècle et de l'Empire ottoman du XVe siècle jusqu'à la fin de la Première Guerre mondiale,, date à laquelle elle est devenue un protectorat britannique jusqu'à l'indépendance. Son art s'inscrit dans une tradition artistique islamique plus large, avec des traces d'influences classiques.
L'art traditionnel était souvent basé sur la culture matérielle, notamment l'artisanat tel que la fabrication de tapis, le tissage et la vannerie, l'orfèvrerie, la mosaïque, la céramique et le soufflage du verre. Les Bédouins étaient largement autosuffisants dans la production de biens, et fabriquaient leurs propres tapis, tressaient des paniers et préparaient des céramiques. Ces œuvres présentaient une grande diversité de styles, les tribus utilisant souvent leurs propres motifs tribaux.
L'historien de l'art jordanien Wijdan Ali a affirmé que l'esthétique islamique traditionnelle, évidente dans le travail artisanal, a été déplacée par l'arrivée du colonialisme en Afrique du Nord et au Moyen-Orient. Cependant, dans la période décolonisée du XXe siècle, on peut observer une forme d'art contemporain combinant tradition et influences modernes,,,,.

### Art préislamique
Dès la période néolithique en Jordanie, des figurines et des sculptures ont été réalisées. Dans certains des exemples les plus anciens, des crânes humains étaient construits avec du plâtre et des incrustations étaient utilisées pour les orbites. Deux caches de figurines découvertes à 'Ain Ghazal, près d'Amman, comprennent des modèles d'animaux et quelque trois douzaines de figurines monumentales, dont les chercheurs pensent qu'elles étaient importantes pour le rituel et la structure sociale des peuples qui vivaient là, et qu'elles pouvaient faire partie d'un rituel funéraire. Les statues de 'Ain Ghazal sont grandes, certaines mesurant environ un mètre de haut. Ain Ghazal a été occupée entre 7000 et 5000 avant J.-C. et les statues ont été datées d'environ 6500 avant J.-C.. Faisant un usage intensif du plâtre, les statues d'Ain Ghazal se démarquent nettement des minuscules figures sans visage de la période paléolithique et marquent l'avènement d'un art néolithique distinct.
Les Nabatéens ont incorporé de nombreux panneaux sculptés, figurines et frises décoratives dans leurs bâtiments à Pétra et dans leurs poteries. Citons par exemple les détails architecturaux utilisés sur le temple de Qasr al-Bint à Pétra et la stèle prévalente représentant les dieux, sous forme de reliefs sculptés et soit taillés directement dans la paroi rocheuse, soit sculptés comme des unités autonomes et placés à l'intérieur de niches sculptées.
Les Romains ont conquis la Palestine et la Syrie en 64-63 avant J.-C., et ont annexé Nabatea en 106 de notre ère, date à laquelle toute la Jordanie est tombée sous la domination romaine. L'occupation romaine a correspondu à une floraison des arts visuels — peinture, architecture. À l'époque de l'empereur Justinien (527-565), des églises parsèment le paysage jordanien, avec des sols en mosaïque, des fresques et des portiques complexes.

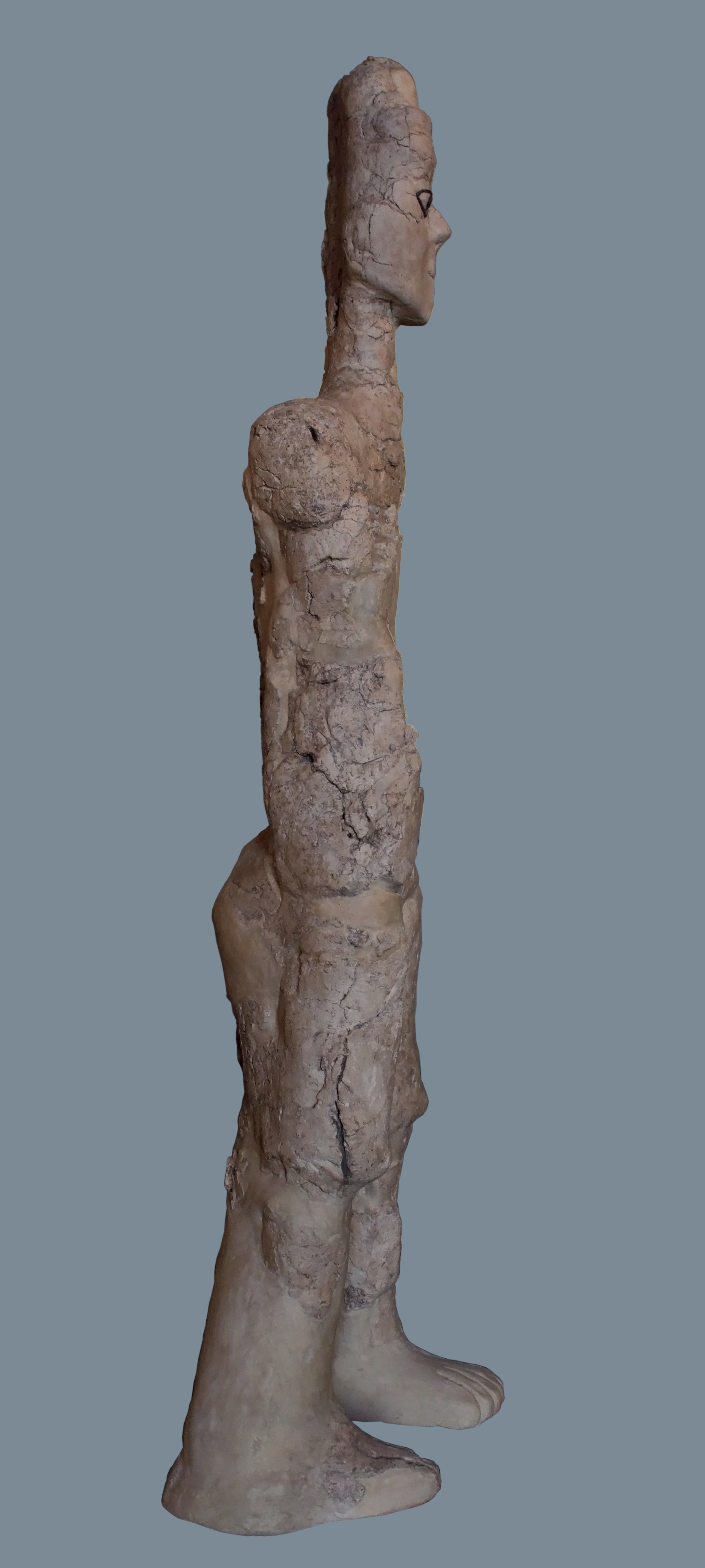
Statue de 'Ain Ghazal, maintenant au musée du Louvre.
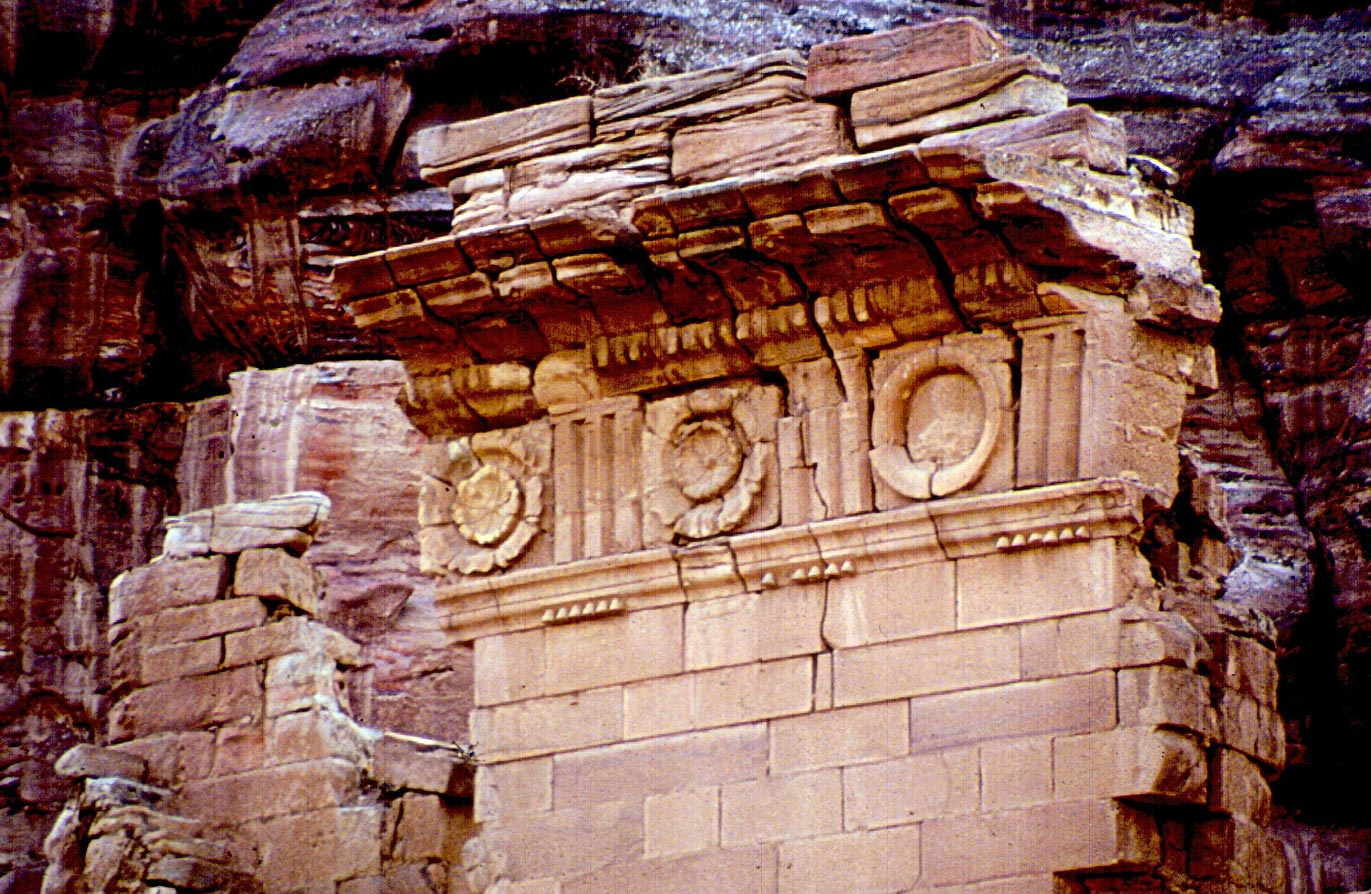
Frise au temple Qasr al-Bint, Pétra.
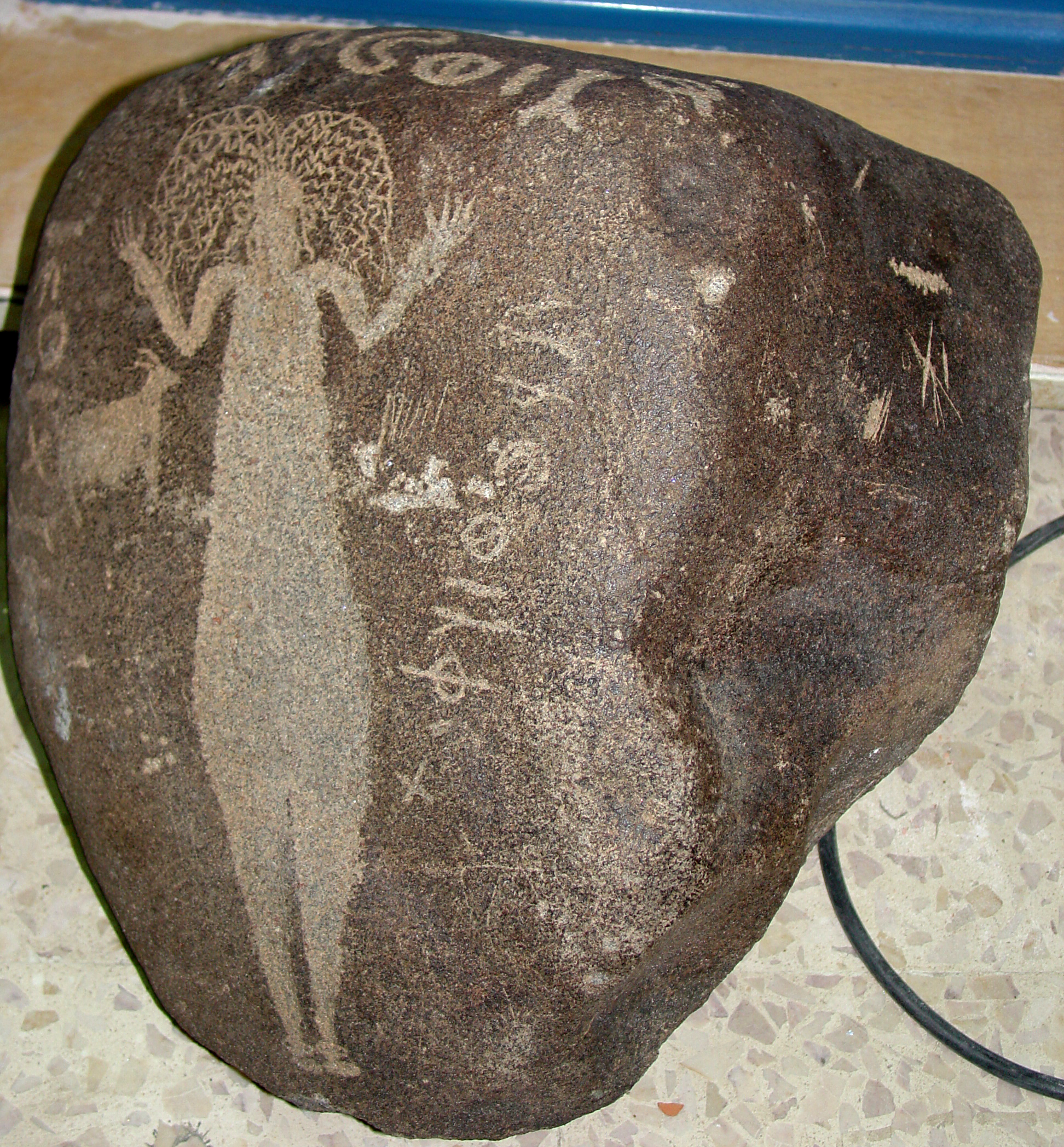
Pétroglyphe nabatéen, IIe ou IIIe siècle.
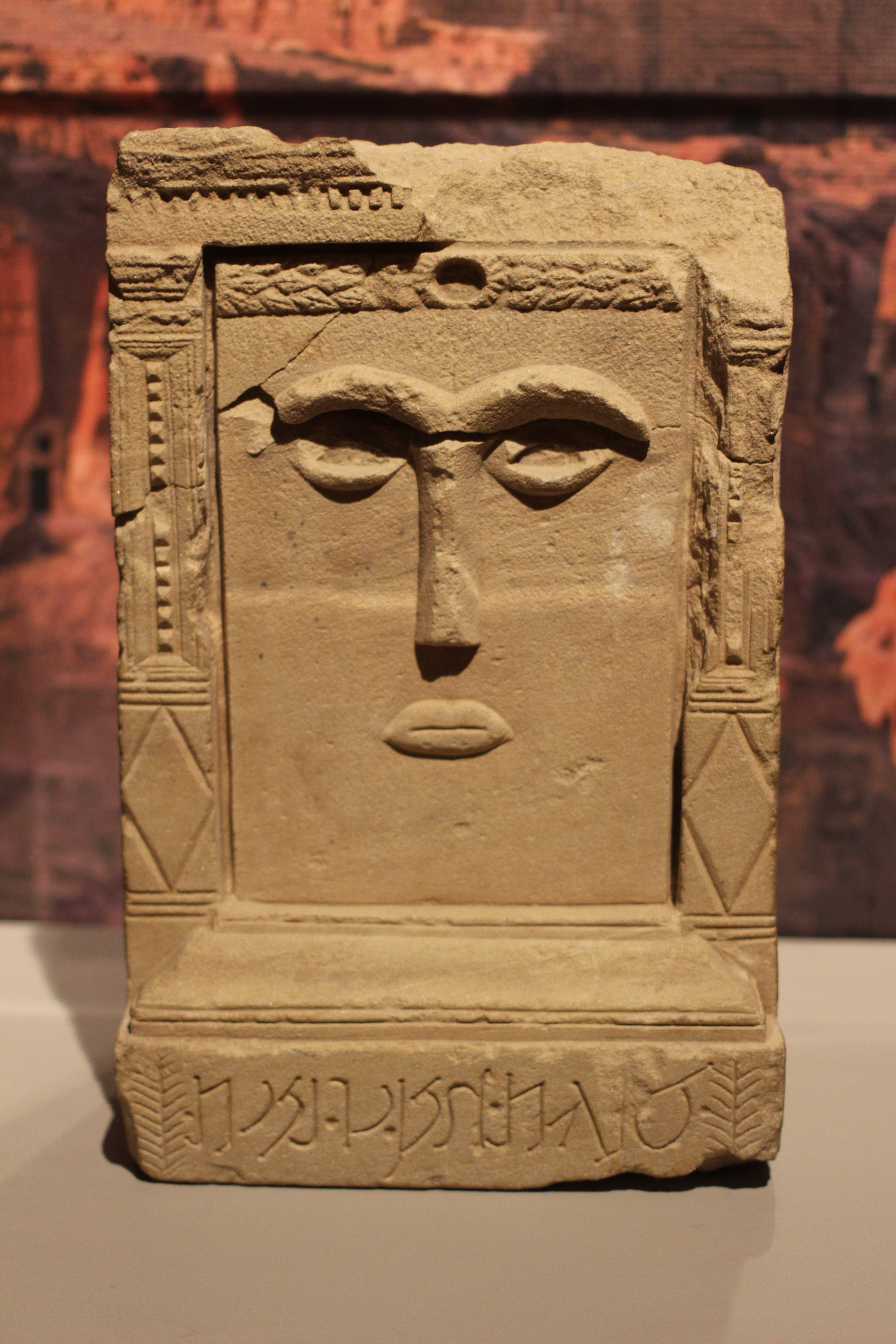
Bétyle nabatéen (pierre sacrée ou dalle de pierre).

### Art islamique

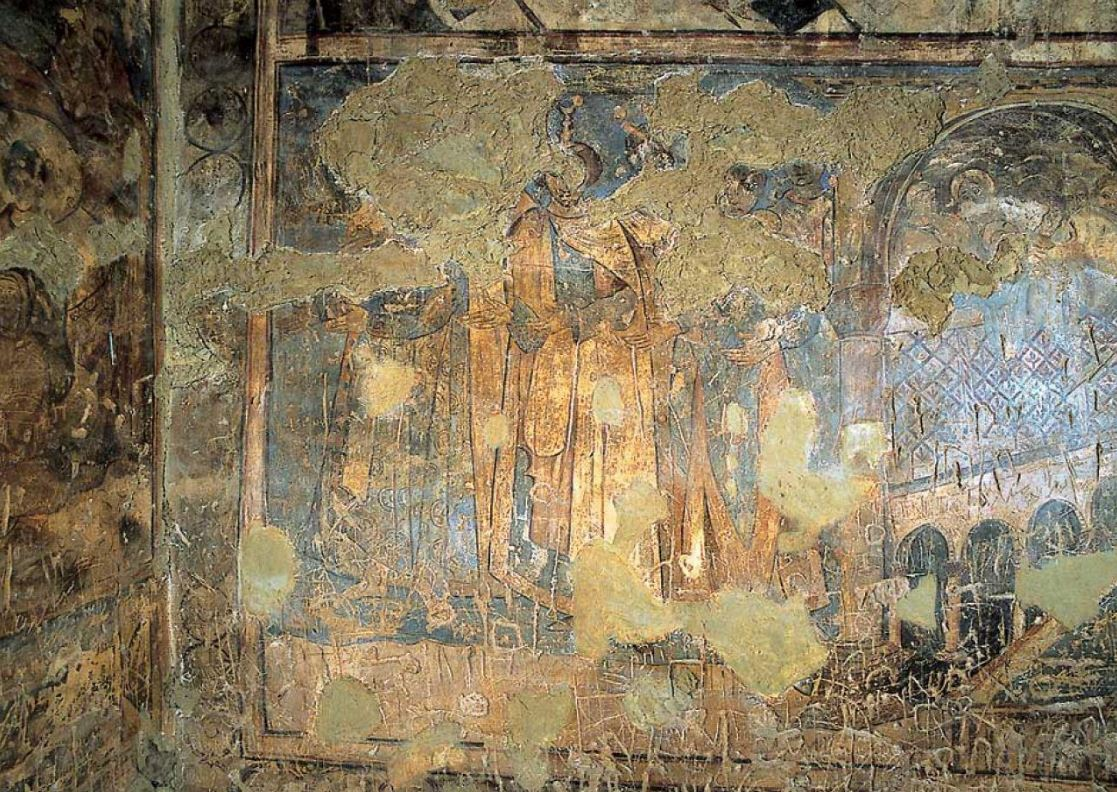
(endommagée), Qasr Amra.

La période omeyyade marque le point de départ de l'art et de l'architecture islamiques,. La richesse et le mécénat de la période omeyyade ont stimulé la construction de résidences religieuses, administratives et royales, ainsi que l'apparition d'un style distinctif de baït (maison domestique). La Jordanie possède certains des plus beaux exemples de l'architecture islamique ancienne, notamment des caravansérails, des châteaux du désert (appelés qusayr ou qasr en arabe), des bains publics, des pavillons de chasse et des palais situés en bordure du désert oriental.
Parmi les exemples de grandes mosquées construites sous le règne du calife omeyyade Al-Walīd Ier (705-714) figurent la Grande Mosquée des Omeyyades de Damas (706), la Mosquée al-Aqsa de Jérusalem (715) et la Mosquée du Prophète à Médine (709-715). Depuis le milieu du XIXe siècle, un certain nombre de sites omeyyades ont fait l'objet de fouilles qui ont révélé des fresques, des peintures murales et de plafond et des statues étonnantes. L'une de ces peintures, la Peinture des six rois (en), a fait l'objet d'une étude considérable quant à son interprétation.
On trouve des fresques et des sculptures en relief remarquables dans les châteaux du désert de Qasr al Hallabat, Qasr Kharana, Qasr Mshatta et Qasr Amra, qui présente des fresques représentant des scènes de chasse, des musiciens, des acrobates, des artistes, des femmes nues, des lutteurs et des scènes de la cour royale. Les châteaux du désert de moindre importance comprennent Qasr Tuba (en), Qasr el-Heir el-Gharbi, Qasr Burqu' (en), Qasr el-Uweinid (de) et Qasr el Feifeh.
La poésie et la calligraphie étaient élevées au rang de grand art. Sous les Omeyyades, l'écriture occupait une place particulière, souvent fondée sur les écritures et la vie du prophète Mahomet, mais souvent considérée comme porteuse d'un sens indépendant et comme un sujet digne d'être ornementé. Les maîtres calligraphes étaient vénérés. L'art de la calligraphie était transmis de maître à élève dans le cadre d'un système de formation formel et rigoureux qui se déroulait sur de nombreuses années, nécessaires à l'apprentissage des règles et protocoles stricts qui régissaient cette forme d'art. L'écriture religieuse et laïque s'est épanouie sous la dynastie omeyyade.
Les poètes (appelés sha'ir, ce qui signifie magicien) étaient censés être inspirés par un esprit (djinn) et devaient défendre l'honneur de leur tribu et perpétuer ses exploits et ses réalisations. Les Mu'allaqât, un recueil de sept poèmes de différents poètes, bien que d'origine préislamique, sont considérés comme les précurseurs de la poésie arabe.

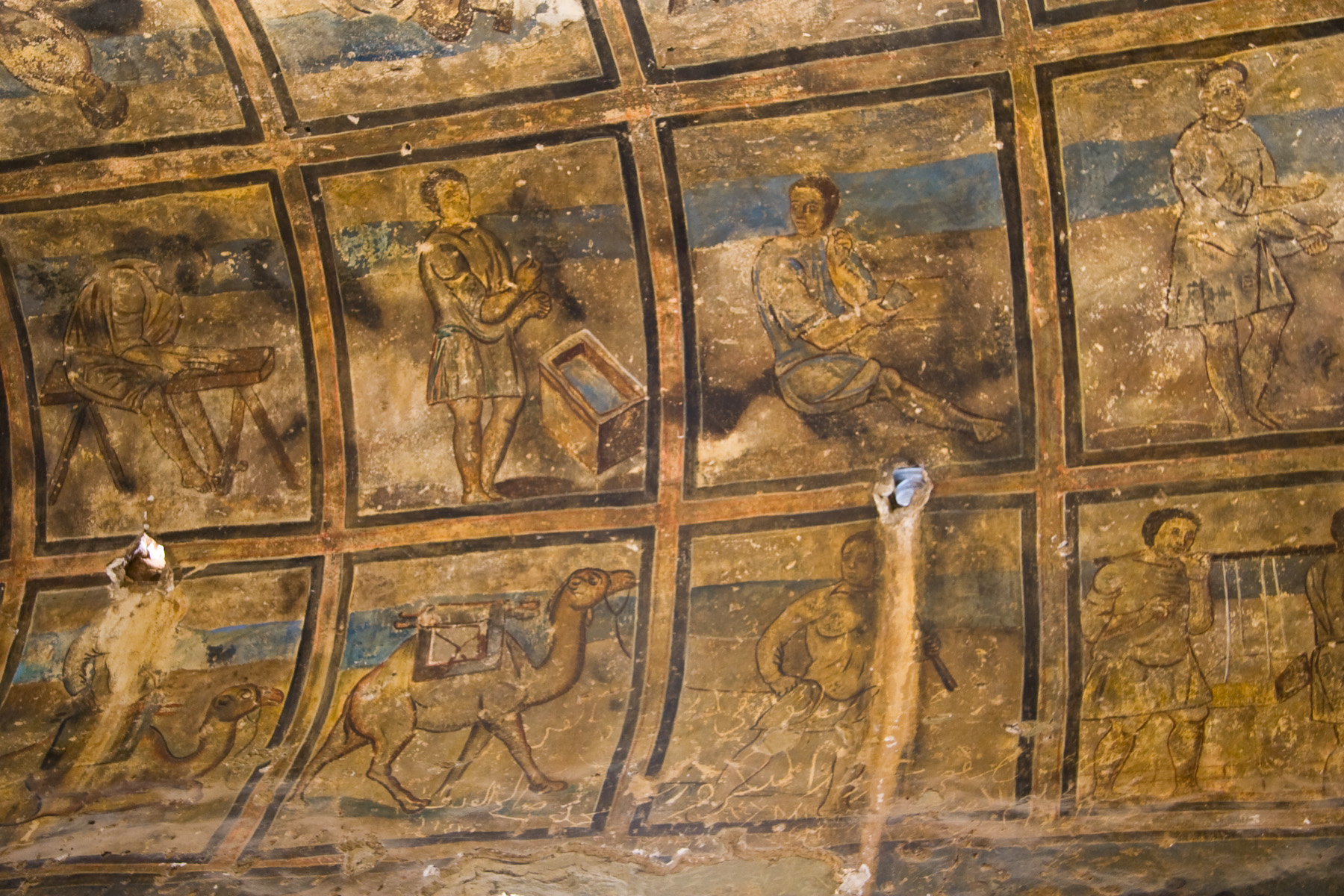
Fresque murale à Qasr Amra, VIIIe siècle.
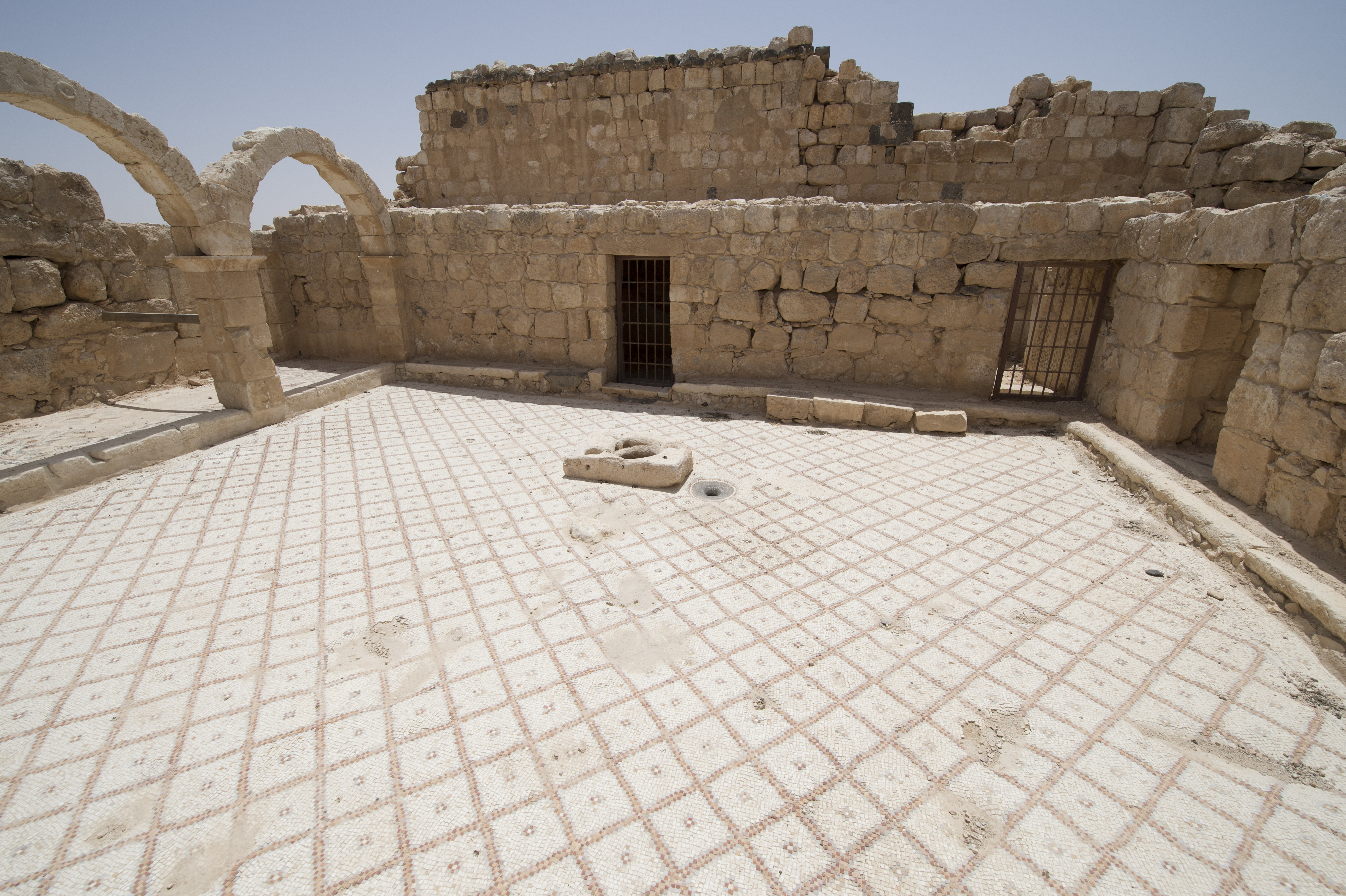
Sol en mosaïque à Qasr al Hallabat.
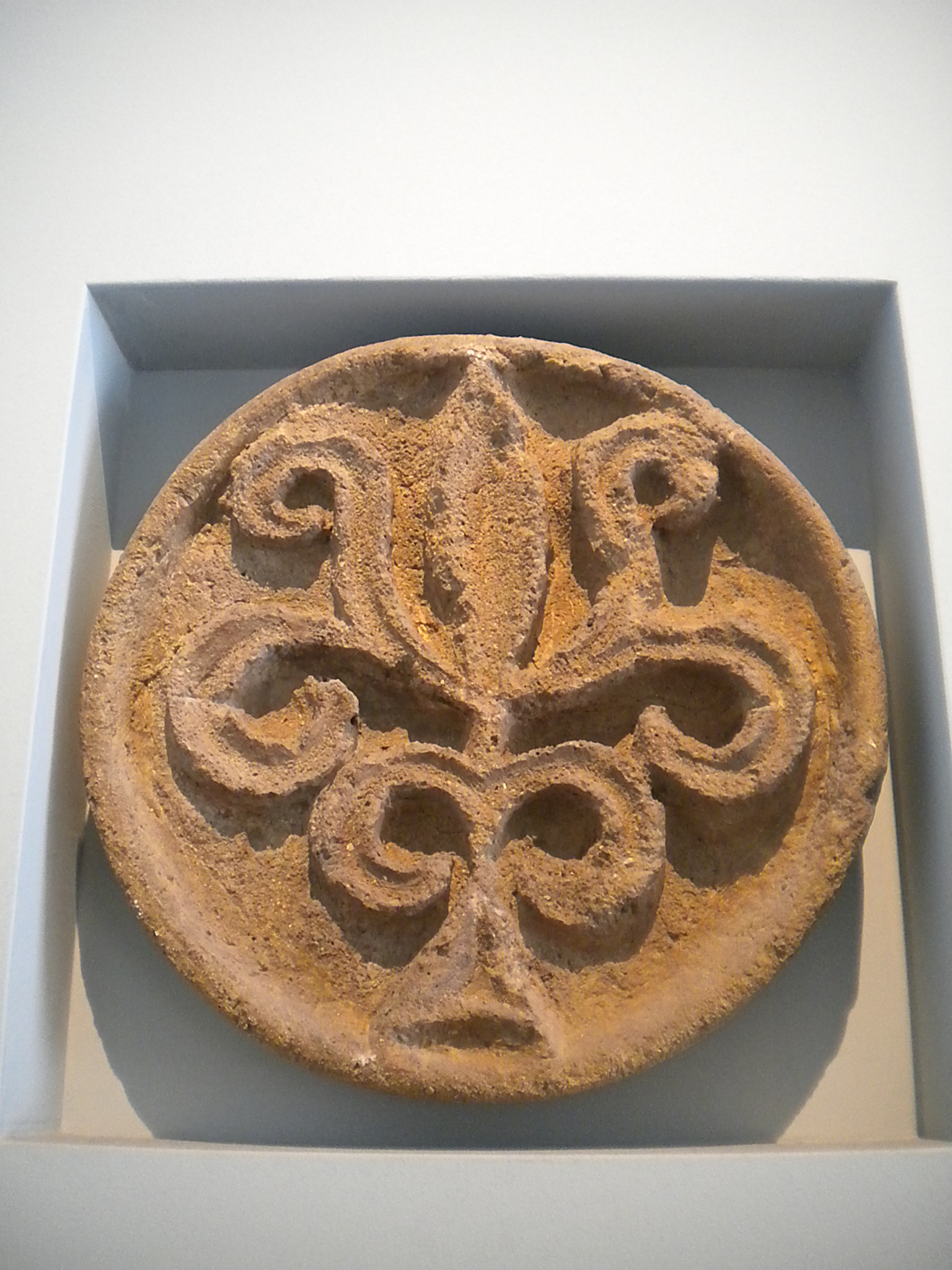
Élément décoratif de Qasr Kharana.

## Art moderne primitif
Les origines de l'art moderne en Jordanie remontent aux années 1920 et 1930, lorsqu'un petit nombre d'artistes se sont installés à Amman. Omar Onsi (en) (1901-1969) était un artiste libanais qui s'est installé à Amman vers 1922, et a donné des cours de peinture aux enfants d'Abdallah Ier. En 1930, l'artiste turc Ziauddin Suleiman (1880-1945) s'est également installé à Amman et a organisé la première exposition personnelle à l'hôtel Philadelphia (ar). En 1948, George Aleef (en) est arrivé en Jordanie avec un groupe de réfugiés palestiniens et a créé un atelier d'art où il a enseigné aux étudiants locaux. Ces trois artistes ont initié les étudiants locaux à la peinture de chevalet et ont contribué à une appréciation plus large de l'art.
Jusque dans les années 1940, la Jordanie n'avait pas de galeries d'art et les expositions d'art étaient pratiquement inconnues,,. Les quelques expositions d'art qui ont été organisées l'ont été dans des espaces publics tels que les écoles et les halls du parlement.

## Mouvement d'art moderne jordanien
À la fin des années 1950, un groupe de jeunes artistes formés en Europe est revenu en Jordanie pour jeter les bases du mouvement artistique moderne jordanien. Un certain nombre de ces étudiants, dont Muhanna Al-Dura (en), Rafiq Lahham et Suha Katibah Noursi, ont reçu leur première éducation artistique en Jordanie de l'émigré russe George Aleef (en), qui a été le premier peintre occidental à établir un studio à Amman et à enseigner aux étudiants locaux. Selon les mémoires de Muhanna Al-Dura, Aleef a enseigné à ses élèves les bases de l'aquarelle, du dessin et de la peinture, ainsi que la compréhension européenne de la perspective,. Dura et ces jeunes artistes ont contribué à l'émergence d'un mouvement artistique jordanien local.
Muhanna Al-Dura a finalement enseigné la peinture et l'histoire de l'art à l'école normale d'Amman et, en 1964, il a créé la section des beaux-arts du département de la culture et de l'art d'Amman, ainsi que l'Institut jordanien des beaux-arts en 1970. Il a ainsi inspiré une génération de jeunes artistes. Parmi ses élèves notables, citons la princesse Wijdan Ali (en), qui est surtout connue pour ses tentatives de faire revivre les traditions de l'art islamique, et Nawal Abdallah, qui est l'une des figures de proue de la scène artistique contemporaine jordanienne et dont l'art comprend souvent la calligraphie.
Un deuxième groupe d'artistes, formés en Europe et en Amérique dans les années 1960, est rentré en Jordanie et s'est mis à la recherche d'une expression artistique jordanienne distincte et à l'affirmation de son identité arabe. Parmi les artistes notables du mouvement artistique jordanien, citons : Khalid Khreis (né en 1955) ; Nabil Shehadeh (né en 1949) ; Yasser Duwaik (né en 1940) ; Mahmoud Taha (en) (né en 1942) et Aziz Amoura (né en 1944).

## Mouvement Hurufiyah

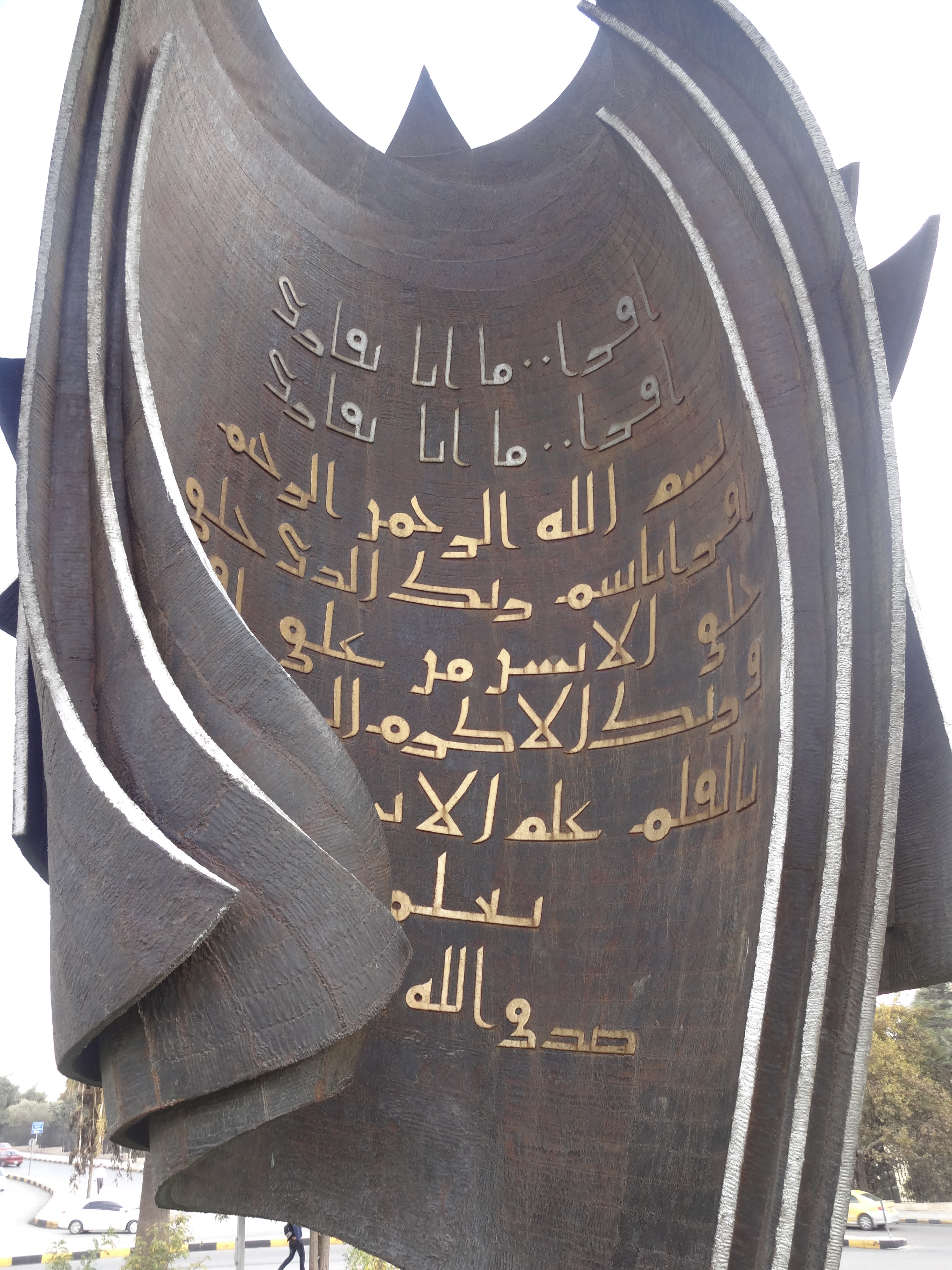
Statue Coran, à Amman.

Le mouvement artistique Hurufiyya (également connu sous le nom de mouvement Al-hurufiyyah ou de mouvement lettriste nord-africain) fait référence à l'utilisation des styles calligraphiques arabes comme forme graphique dans une œuvre d'art,. À partir de 1955 environ, des artistes travaillant en Afrique du Nord et dans certaines régions d'Asie ont transformé la calligraphie arabe en un mouvement artistique moderne. L'utilisation de la calligraphie dans l'art moderne est apparue indépendamment dans divers États islamiques ; peu de ces artistes se connaissaient, ce qui a permis l'émergence de différentes manifestations de la hurufiyah dans différentes régions,. Au Soudan, par exemple, les œuvres d'art comprennent à la fois la calligraphie islamique et des motifs ouest-africains.
Les artistes hurufiyya ont rejeté les concepts de l'art occidental et ont plutôt cherché une nouvelle identité artistique puisée dans leur propre culture et leur patrimoine. Ces artistes intègrent avec succès les traditions visuelles islamiques, notamment la calligraphie, dans des compositions contemporaines et indigènes,,. Bien que les artistes hurufiyah aient été préoccupés par leur dialogue individuel avec le nationalisme et qu'ils aient tenté de s'engager dans le mouvement de l'art moderne, ils ont également travaillé à une esthétique qui transcende les frontières nationales et représente une affiliation plus large à une identité islamique.
Les représentants les plus notables de l'art hurufiyyah en Jordanie sont le céramiste Mahmoud Taha (en) et l'artiste et historienne de l'art Princesse Wijdan Ali (en) qui, par ses écrits, a réussi à attirer l'attention d'un public plus large sur ce mouvement artistique,.

## Musées et galeries

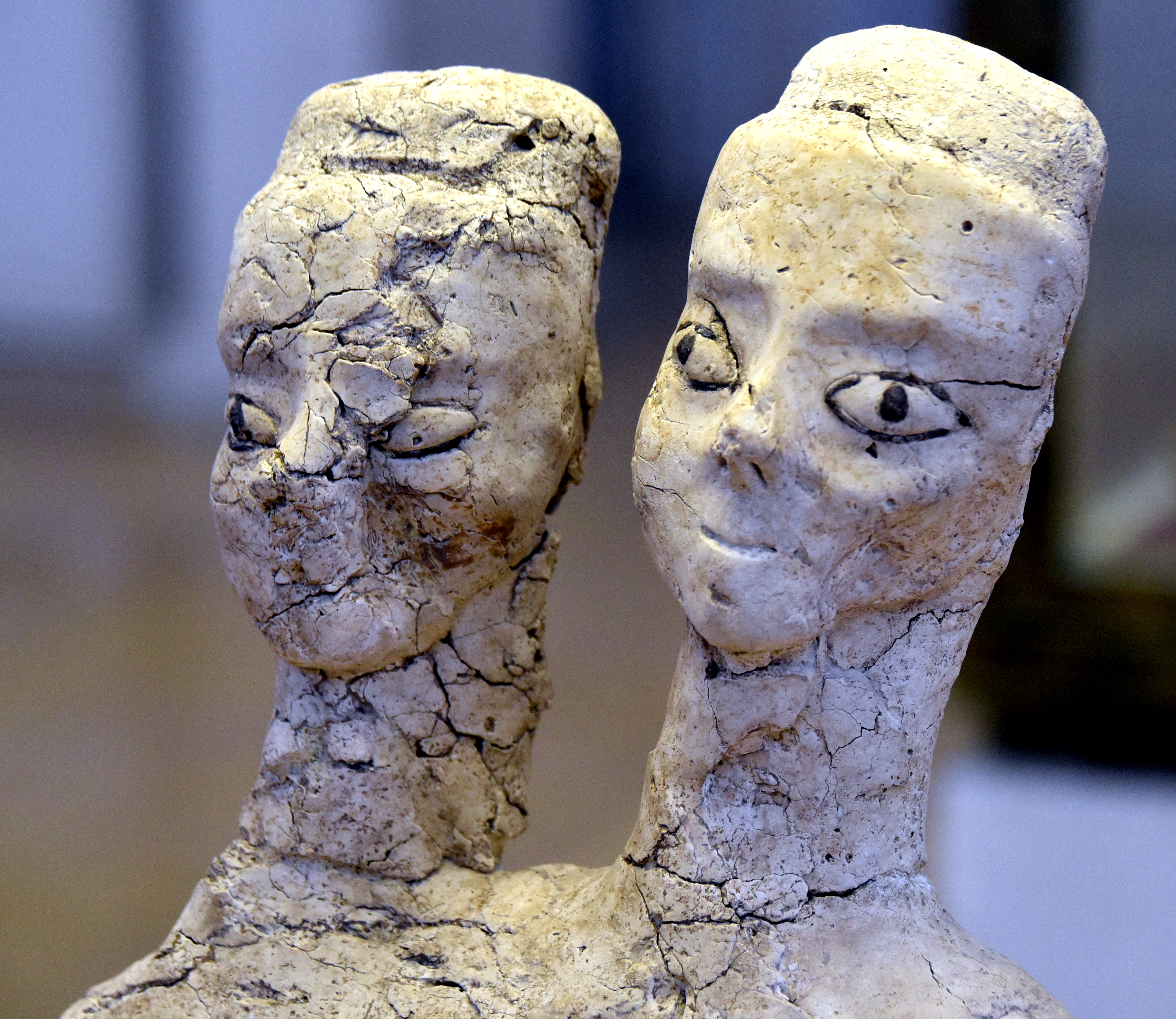
Double buste d'Aïn Ghazal, exposé à la Galerie nationale des beaux-arts de Jordanie, daté d'environ -6500.

- Galerie nationale des beaux-arts de Jordanie (en)
- Musée d'art Jabal Luwiebdeh
- Fondation Khalid Shoman, Darat al Funun
- Dar Al-Anda, Amman — musée et centre de recherche[42]
- Galerie d'art Foresight32, Amman
- Nabad, Amman
- Wadi Finan, Amman
- Galerie Orfali, Um Uthaina
- Orient Gallery, Abdoun, West Amman
- Jacaranda, Amman
- Cairo Amman Bank Gallery, Wadi Saqra, Amman